# Jo Siffert
Joseph Siffert, detto Jo o anche Seppi (Friburgo, 7 luglio 1936 – Brands Hatch, 24 ottobre 1971) è stato un pilota motociclistico e pilota automobilistico svizzero.
Nella sua carriera ha preso parte a diversi campionati di Formula 1, riuscendo anche a vincere due Gran Premi. Pilota veloce e molto abile nel risparmiare il mezzo meccanico, riuscì a capitalizzare queste sue doti nelle gare di durata, in cui ottenne vari trionfi: la 24 Ore di Daytona e la 12 Ore di Sebring nel 1968, la 6 Ore di Watkins Glen nel 1969 e 1970 e la Targa Florio nel 1970.
Trovò la morte in un incidente nel circuito di Brands Hatch durante la disputa di una gara di F1 non valida per il Campionato Mondiale nella quale si voleva celebrare il secondo titolo di campione del Mondo appena conquistato da Jackie Stewart.

## Carriera

### Motociclismo
La passione per i motori scoccò nel 1948, quando il padre lo portò a vedere il Gran Premio di Svizzera. Terminato l'obbligo scolastico nel 1951 fu assunto come apprendista in una officina per la riparazione di automobili. Un incontro fondamentale per la sua carriera avvenne nel 1956 quando strinse amicizia con Benoît Musy, pilota d'auto e moto suo concittadino: alla morte di Musy, Siffert gli renderà omaggio nel disegno del casco.
"Seppi", come era soprannominato, iniziò a correre in moto nel 1957 con una Gilera 125 in gare in salita e di grass track. Su suggerimento di Michel Piller, suo amico e nuovo datore di lavoro, alla Gilera affiancò una AJS 350 con cui fece il suo debutto internazionale al Norisring di Norimberga, facendosi notare per la sua grinta (nonostante una pessima partenza, dovuta a una malformazione alla gamba destra) prima di cadere su una macchia d'olio. Nella stagione 1958 Siffert fu sesto ad Abbazia con l'AJS e fece il suo esordio nel Motomondiale in occasione del TT: ritiratosi durante il primo giro dello Junior TT, fu undicesimo (come passeggero di Fritz Mühlemann) nel Sidecar TT. Siffert divenne quindi il passeggero di Edgar Strub, vincendo all'esordio a Zandvoort.
Nel 1959, sempre come passeggero di Strub, Siffert fu terzo al GP di Francia. Nella stessa stagione vinse anche a Helsinki e fu campione elvetico della 350 con una Norton.

### Formula 1

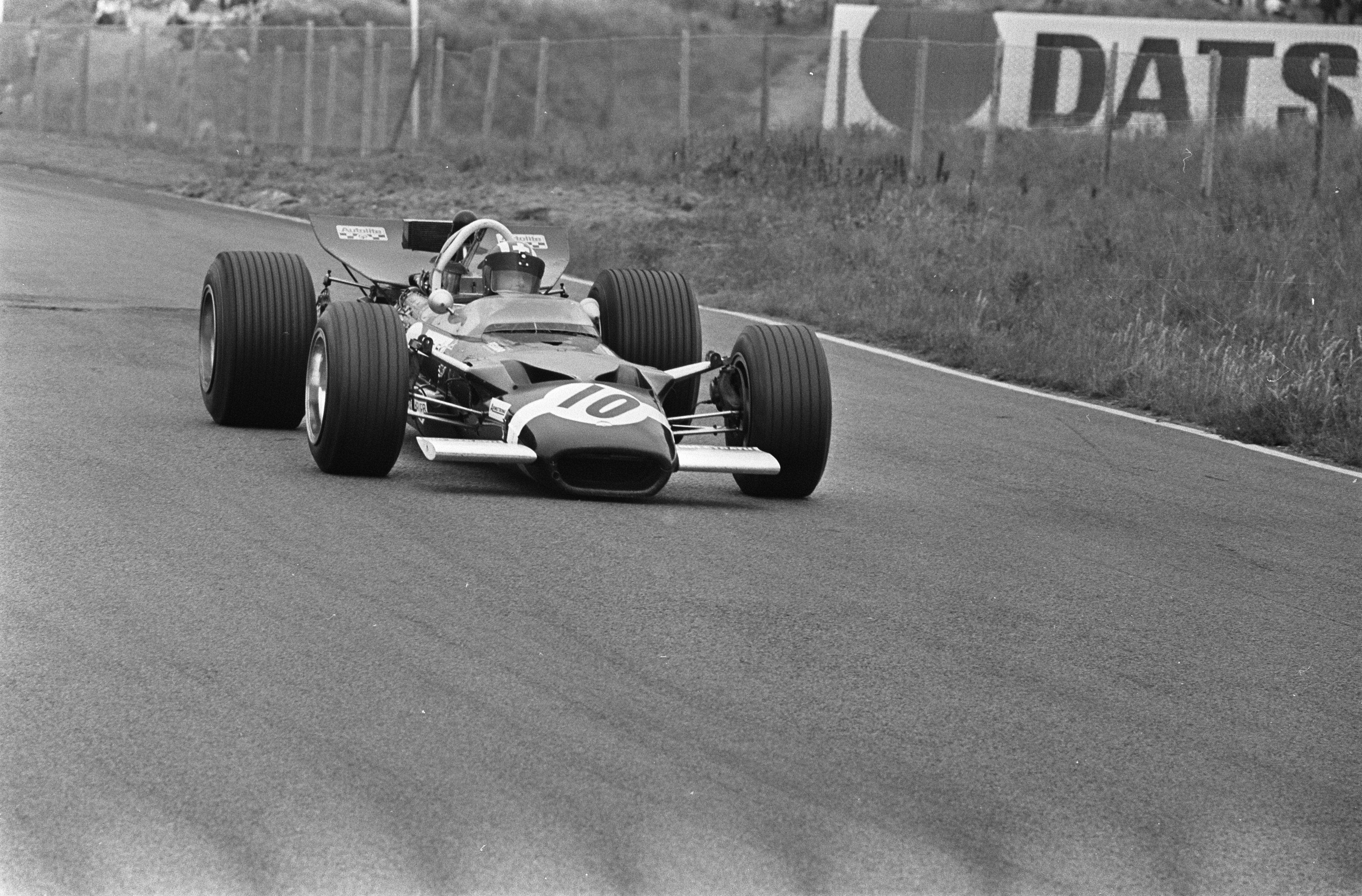
Siffert al Gran Premio d'Olanda 1969, da lui concluso al secondo posto.

Lasciate le moto, fece il suo esordio nelle gare automobilistiche con un'Alfa Romeo a Montlhéry nel 1960. Dopo qualche gara in Formula Junior passò alla Formula 1 nel 1962. Durante i primi anni di carriera corse per varie scuderie private. Nel 1964 firmò un lungo sodalizio con il Rob Walker Racing Team che durò fino al 1969. Durante questo periodo di tempo divenne uno dei migliori piloti in circolazione conquistando la sua prima vittoria al Gran Premio di Gran Bretagna 1968 (l'ultimo successo per un team privato). Passato alla BRM, nel 1971 ottenne la seconda e ultima vittoria in carriera. A fine anno trovò infatti la morte durante la Brands Hatch Victory Race, una gara non valida per il campionato, a causa della rottura di una sospensione, confermata solo dopo molti anni da un ex-meccanico della scuderia BRM. Dopo i funerali, la salma di Siffert venne tumulata nel cimitero di San Leonardo a Friburgo.

### Altre categorie
Ha partecipato anche per diversi anni alla celebre gara di durata 24 Ore di Le Mans. La sua prima partecipazione risale al 1965 a bordo di una Maserati, mentre l'ultima partecipazione, prima della sua scomparsa, risale al 1971 dove partecipò pilotando una Porsche 917 LH di colore azzurro e arancio sponsorizzata dalla Gulf, i colori della scuderia di John Wyer. Si distinse nel 1969 al Gran Premio di Enna con la Formula 2. Sulla stessa pista siciliana si era messo in luce vincendo, nel 1964 e nel 1965, due edizioni consecutive del Gran Premio di Enna di Formula 1 (meglio noto come GP del Mediterraneo), gara non valida per il campionato mondiale, sempre davanti a Jim Clark. Strepitosa la vittoria della Targa Florio del 1970 al volante di una Porsche 908/03 contrassegnata con l'asso di quadri sulla destra del musetto. Il suo compagno di squadra per quella gara fu Brian Redman. Siffert, autore del miglior tempo in prova, impresse alla gara un ritmo costante e ineguagliabile tanto che al primo giro riuscì a superare nell'angusto tracciato la Ferrari 512 S di Nino Vaccarella, maestro nelle strade siciliane, privilegio mai da altri replicato. Ebbe grande rivalità con un altro pilota famoso di quegli anni: Pedro Rodríguez.

## Vita privata
Jo Siffert aveva un figlio, Philippe, che partecipò nel 1997 alla 24 Ore di Le Mans a bordo di una Porsche 911. Questa è stata comunque la sua unica partecipazione alla maratona automobilistica francese.
Siffert è stato sepolto nella sua cittadina natale di Friburgo, al cimitero San Leonardo.

## Risultati in F1
| 1962 | Scuderia | Vettura |  |    |    |     |  |    |    |  |  |  |  |  |  | Punti | Pos. |
| ---- | -------- | ------- |  | -- | -- | --- |  | -- | -- |  |  |  |  |  |  | ----- | ---- |
| 1962 | Lotus    | 21 e 24 |  | NQ | 10 | Rit |  | 12 | NQ |  |  |  |  |  |  | 0     |      |

| 1963 | Scuderia | Vettura |     |     |   |   |     |   |     |     |   |  |  |  |  | Punti | Pos. |
| ---- | -------- | ------- | --- | --- | - | - | --- | - | --- | --- | - |  |  |  |  | ----- | ---- |
| 1963 | Lotus    | 24      | Rit | Rit | 7 | 6 | Rit | 9 | Rit | Rit | 9 |  |  |  |  | 1     | 15º  |

| 1964 | Scuderia | Vettura |   |    |     |     |    |   |     |   |   |    |  |  |  | Punti | Pos. |
| ---- | -------- | ------- | - | -- | --- | --- | -- | - | --- | - | - | -- |  |  |  | ----- | ---- |
| 1964 | Brabham  | BT11    | 8 | 13 | Rit | Rit | 11 | 4 | Rit | 7 | 3 | 17 |  |  |  | 7     | 10º  |

| 1965 | Scuderia | Vettura |   |   |   |   |   |    |     |     |    |   |  |  |  | Punti | Pos. |
| ---- | -------- | ------- | - | - | - | - | - | -- | --- | --- | -- | - |  |  |  | ----- | ---- |
| 1965 | Brabham  | BT11    | 7 | 6 | 8 | 6 | 9 | 13 | Rit | Rit | 11 | 4 |  |  |  | 5     | 12º  |

| 1966 | Scuderia       | Vettura  |     |     |     |    |     |  |     |   |     |  |  |  |  | Punti | Pos. |
| ---- | -------------- | -------- | --- | --- | --- | -- | --- |  | --- | - | --- |  |  |  |  | ----- | ---- |
| 1966 | Brabham Cooper | BT11 T81 | Rit | Rit | Rit | NC | Rit |  | Rit | 4 | Rit |  |  |  |  | 3     | 15º  |

| 1967 | Scuderia | Vettura |     |     |    |   |   |     |     |    |     |   |    |  |  | Punti | Pos. |
| ---- | -------- | ------- | --- | --- | -- | - | - | --- | --- | -- | --- | - | -- |  |  | ----- | ---- |
| 1967 | Cooper   | T81     | Rit | Rit | 10 | 7 | 4 | Rit | Rit | NP | Rit | 4 | 12 |  |  | 6     | 12º  |

| 1968 | Scuderia     | Vettura |   |     |     |   |     |    |   |     |     |     |   |   |  | Punti | Pos. |
| ---- | ------------ | ------- | - | --- | --- | - | --- | -- | - | --- | --- | --- | - | - |  | ----- | ---- |
| 1968 | Cooper Lotus | T81 49  | 7 | Rit | Rit | 7 | Rit | 11 | 1 | Rit | Rit | Rit | 5 | 6 |  | 12    | 7º   |

| 1969 | Scuderia | Vettura |   |     |   |   |   |   |    |   |     |     |     |  |  | Punti | Pos. |
| ---- | -------- | ------- | - | --- | - | - | - | - | -- | - | --- | --- | --- |  |  | ----- | ---- |
| 1969 | Lotus    | 49B     | 4 | Rit | 3 | 2 | 9 | 8 | 11 | 8 | Rit | Rit | Rit |  |  | 15    | 9º   |

| 1970 | Scuderia | Vettura |    |    |   |   |     |     |     |   |   |     |     |   |     | Punti | Pos. |
| ---- | -------- | ------- | -- | -- | - | - | --- | --- | --- | - | - | --- | --- | - | --- | ----- | ---- |
| 1970 | March    | 701     | 10 | NQ | 8 | 7 | Rit | Rit | Rit | 8 | 9 | Rit | Rit | 9 | Rit | 0     |      |

| 1971 | Scuderia | Vettura     |     |     |     |   |   |   |     |   |   |   |   |  |  | Punti | Pos. |
| ---- | -------- | ----------- | --- | --- | --- | - | - | - | --- | - | - | - | - |  |  | ----- | ---- |
| 1971 | BRM      | P153 e P160 | Rit | Rit | Rit | 6 | 4 | 9 | Rit | 1 | 9 | 9 | 2 |  |  | 19    | 5º   |

| Legenda | 1º posto     | 2º posto | 3º posto    | A punti         | Senza punti/Non class.  | Grassetto – Pole position Corsivo – Giro più veloce |
| Legenda | Squalificato | Ritirato | Non partito | Non qualificato | Solo prove/Terzo pilota | Grassetto – Pole position Corsivo – Giro più veloce |